# Maja Sandler
Hilda Erika Maria "Maja" Sandler, född Lindberg 5 september 1877 i Brännkyrka församling, Stockholm, död 30 maj 1971 i Hägersten, var en svensk aktivist för humanitära insatser.

## Biografi
Sandler var dotter till semitisten Emil Lindberg. Hon var lärare och arbetade vid olika folkhögskolor. 14 augusti 1909 gifte hon sig med Rickard Sandler i Vasa församling i Göteborg. Rickard Sandler var Sveriges statsminister 1925–1926, utrikesminister 1932–1936 och 1936–1939 samt landshövding i Gävleborgs län 1941–1950. Tillsammans med sin man startade hon Arbetarnas bildningsförbund (ABF).
Sandler engagerade sig för krigsdrabbade barn. I samband med inbördeskriget i Spanien tog hon initiativ till Svenska kvinnokommittén för Spaniens barn, grundad i december 1936. Under vinterkriget arbetade hon för att hjälpa finska barn och var ledare i Centrala Finlandshjälpen (CF), grundad i december 1939. Sandler var även aktiv i Svenska Norgehjälpen.
Sandler blev tilldelad Haakon VII:s Frihetkors ”for fremragende fortjenester av Norges sak under krigen”.